# Волочановский сельский округ
Волочановский сельский округ — упразднённая административно-территориальная единица, существовавшая на территории Шаховского района Московской области в 1994—2006 годах.
Волочановский сельсовет был образован в первые годы советской власти. В 1921 году он числился в составе Муриковской волости Волоколамского уезда Московской губернии.
24 марта 1924 года в связи с ликвидацией Муриковской волости Волочановский с/с вошёл в состав Судисловской волости.
В 1926 году Волочановский с/с включал 1 населённый пункт — Волочаново, а также 1 совхоз и 1 хутор.
В 1929 году Волочановский сельсовет был отнесён к Шаховскому району Московского округа Московской области.
17 июля 1939 года к Волочановскому с/с были присоединены Борисовский (селения Борисовка, Дубровское и Кремешки) и Малинковский (селения Варварино, Малинки, Рудаково и Сковородка) с/с.
14 июня 1954 года к Волочановскому с/с был присоединён Муриковский с/с.
8 августа 1959 года из Волочановского с/с в Косиловский было передано селение Варварино.
1 февраля 1963 года Шаховской район был упразднён и Волочановский с/с вошёл в Волоколамский укрупнённый сельский район.
11 января 1965 года Шаховской район был восстановлен и Волочановский с/с вновь вошёл в его состав.
3 июня 1974 года в Волочановском с/с был упразднён посёлок Красногорского лесничества.
28 января 1977 года к Волочановскому с/с был присоединён Паршинский с/с. При этом центр Волочановского с/с был перенесён в Муриково.
19 марта 1982 года в Волочановском с/с был упразднён населённый пункт Теплухино.
25 октября 1984 года в Волочановском с/с были упразднены населённые пункты Паршино и Рудаково.
22 января 1987 в Черленковский с/с из Волочановского были переданы селения Бролино, Вишенки, Обухово, Софьино и Ховань.
3 февраля 1994 года Волочановский с/с был преобразован в Волочановский сельский округ.
6 сентября 1995 года из упразднённого Черленковского с/о в Волочановский были переданы деревни Бролино, Вишенки, Обухово, Софьино, Ховань и Щемелинки.
В ходе муниципальной реформы 2005 года Волочановский сельский округ прекратил своё существование как муниципальная единица. При этом деревни Жилые Горы и Софьино были переданы в Городское поселение Шаховская, а остальные населённые пункты — в Сельское поселение Степаньковское.
29 ноября 2006 года Волочановский сельский округ исключён из учётных данных административно-территориальных и территориальных единиц Московской области.